# Dendronephthya sinaiensis
Dendronephthya sinaiensis är en korallart som beskrevs av Verseveldt 1970. Dendronephthya sinaiensis ingår i släktet Dendronephthya och familjen Nephtheidae. Inga underarter finns listade i Catalogue of Life.